# Tapacul de flancs ocres
El tapacul de flancs ocres (Eugralla paradoxa) és una espècie d'ocell de la família dels rinocríptids (Rhinocryptidae) i única espècie del gènere Eugralla Lesson, R, 1842.

## Hàbitat i distribució
Viu entre la malesa densa i espesures de bambú del sud de Xile des de Maule fins Chiloá. Es dispersa, cap al nord fins al centre de Xile a Santiago i sud-oest de l'Argentina fins al nord-oest de Río Negro.